# Плотт, Шон
Шон Сейнтмайкл Плотт (англ. Sean Saintmichael Plott, род. 27 июня 1986), более известный как Day[9], — американский киберспортивный комментатор, ведущий киберспортивных мероприятий, стример и геймдизайнер. Шон обрёл популярность на про-сцене StarCraft, где выступал сначала в качестве киберспортсмена, а затем — в качестве комментатора и организатора турниров. В дальнейшем Плотт работал и с другими совревновательными играми, такими как Magic: The Gathering, Hearthstone и Dota 2; в частности, он работал ведущим на The International 2017, крупнейшем турнире по Dota 2. Плотт также работал ведущим на игровых выставках, в частности, PC Gaming Show, а также участвовал в разработке компьютерных игр и возглавляет собственную игровую студию, Day 9’s Game Studio.

## Биография
Плотт вырос в Ливуде (Канзас) в католической семье. В школе Шон со своим братом Николасом «Tasteless» Плоттом начал играть в StarCraft: Brood War. После школы он поступил в Колледж Харви Мадд в Клермонте (Калифорния), где получил степень в области математики. После колледжа он поступил в Университет Южной Калифорнии в Лос-Анджелесе, где в мае 2011 года получил степень магистра искусств в интерактивных медиа. В 2014 году Плотт вошёл в список Forbes 30 Under 30.

## Карьера

### StarCraft: Brood War
Плотт был активным игроком на западной сцене StarCraft и принимал участие в большом количестве американских турниров, играя за зерга. Первого успеха он добился в 2004 году, когда он сумел пройти американские отборочные на World Cyber Games (WCG) и поехал представлять США на WCG Grand Finals, где финишировал в топ-12. В 2005 году Плотт занял первое место на американской стадии WCG в 2005 году, и второе место в 2006 году. В дальнейшем Шон начал комментировать записи матчей по Brood War.

### StarCraft II

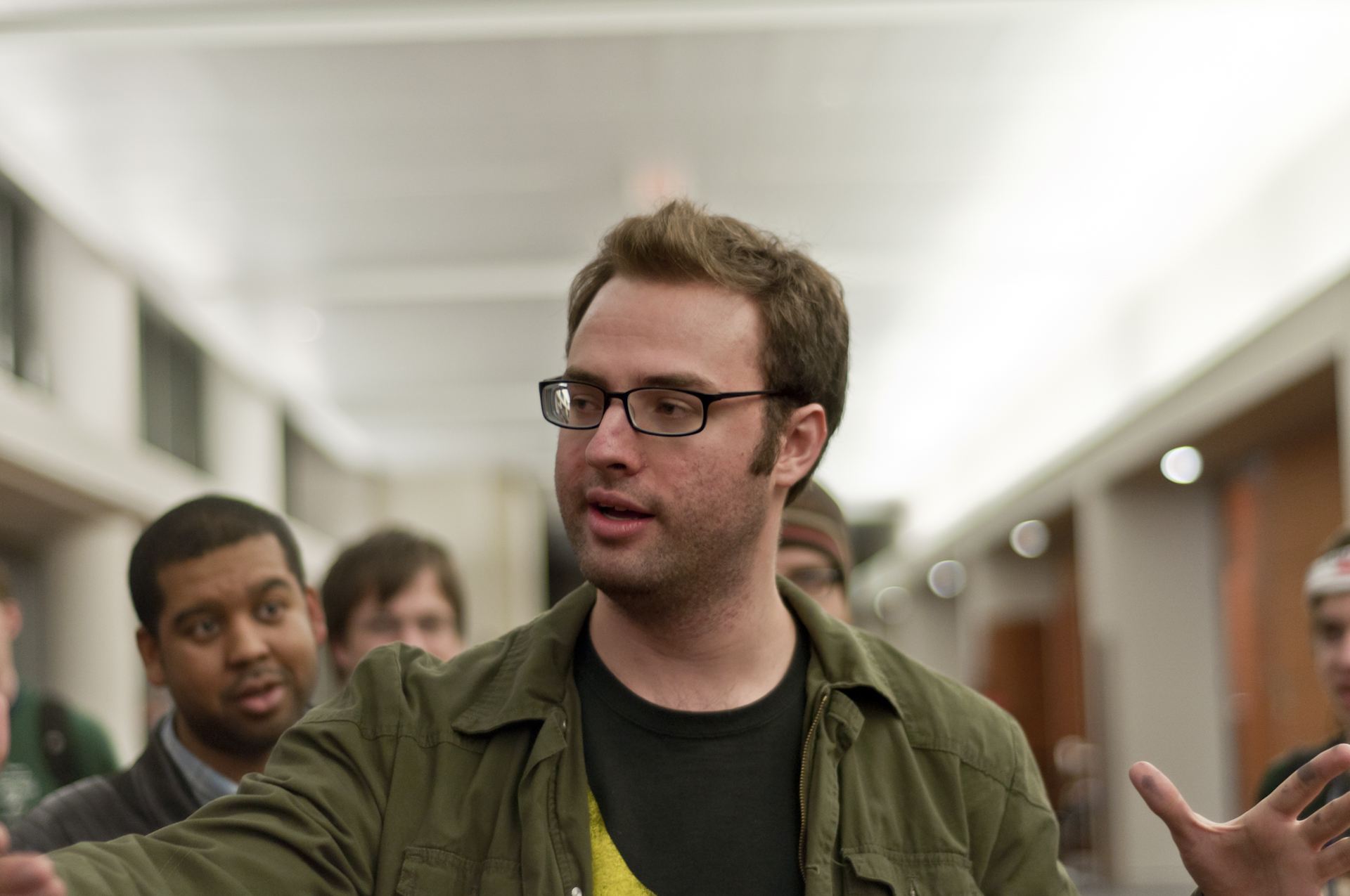
Плотт на PAX 2011

К выпуску StarCraft II Шон закончил киберспортивную карьеру и сосредоточился на карьере стримера. Он многократно комментировал такие турниры, как Major League Gaming, DreamHack, Intel Extreme Masters и North American Star League. На турнире, проведённом в рамках BlizzCon 2011, он был ведущим комментатором.
Он также организовал ряд собственных турниров, включая After Hours Gaming League, и King of the Beta, турнир по бета-версии SC2.

### Magic: The Gathering
В мае 2013 года Плотт принял участие в Magic: the Gathering Pro Tour. В том же году он начал вести YouTube-шоу «Spellslingers», посвящённое игре. Последний эпизод пятого сезона шоу вышел 5 декабря 2018 года.

### Dota 2
Плотт выступил соведущим на The International 2017, крупнейшем турнире по Dota 2.

### Игровые выставки
Плотт работает ведущим на игровой выставке PC Gaming Show, организуемой журналом PC Gamer и проводимой с 2015 года.

### Геймдизайн
В сентябре 2013 года Плотт присоединился к компании Artillery, в которой работал над стратегией реального времени Guardians of Atlas, открытый бета-тест которой начался в 2016 году. В августе 2016 года Плотт объявил о том, что покидает компанию, чтобы заняться другими проектами. Guardians of Atlas была закрыта в сентябре 2016 года.
В 2020 году Плотт сотрудничал с компанией ControlZee Inc., занимавшейся созданием игры Straits of Danger на платформе dot big bang. В 2023 году Шон объявил о создании собственной студии Day 9’s Game Studio, которая займётся разработкой «многопользовательской стратегической игры для персональных компьютеров», и приступил к поиску инвесторов и работников.